# 学習の友
『学習の友』（がくしゅうのとも）は、日本の書籍。
1. 開隆堂出版が発行する学習参考書
2. 学習の友社が発行する労働運動雑誌

2を詳述する
学習の友（がくしゅうのとも）は、日本の労働者向け学習月刊誌である。全国労働組合総連合（全労連）系の労働者教育協会が編集し、学習の友社が発行する。
労働組合の幹部・組合員など労働者階級のなかに科学的社会主義の理論や労働組合運動の成果などを普及していくことを目的とした月刊誌である。

## 概要
1953年に創刊。資本主義の搾取や賃金の説明、弁証法的唯物論、労働者の権利についての解説記事、マルクスやエンゲルスの著作の解説、労働組合活動のレポートが掲載されている。階級的労働運動、たたかう労働運動が中心で、労使協調主義の労働運動には批判的である。2020年4月号で創刊800号、同5月号で人気の長期連載、原富悟（微笑み童子）の「あったかほっこりの労働運動」が100回に達した。

## 雑誌データ
- A5判
- 毎月18日発売
- 定価510円（2019年10月号より）
- 年間購読料7140円（春秋別冊含、送料別）

## 沿革
- 1953年 - 11月号を以って創刊。青木書店が出版。
- 1961年、4月号に「構造改革とは何か」を特集。これをめぐって内紛が起こり、脱退したグループが『学習のひろば』を創刊。

## 著名な寄稿経験者
- 雨宮処凛（作家）
- 有馬理恵（俳優座）
- 三上満（教育評論家）
- 湯浅誠（派遣村村長）
- 伊藤千尋（ジャーナリスト）
- 小澤隆一（憲法学者）
- 品川正治（経済同友会終身幹事。故人）
- 木下ちがや（政治学者）
- 五十嵐仁（政治学者）
- 松竹伸幸（超左翼おじさん）
- 原冨悟（微笑み童子）
- 森住卓（フォトジャーナリスト）
- 石川優実（＃KuToo提唱者）
- 池内さおり（フェミニスト兼コミュニスト）
- 安田菜津紀（フォトジャーナリスト）